# Pholcus
Pholcus és un gènere d'aranyes araneomorfes de la família dels fòlcids (Pholcidae). Fou descrit per primera vegada l'any 1805 per Charles Athanase Walckenaer.

## Taxonomia
Segons el World Spider Catalog, dins del gènere Pholcus hi ha 325 espècies reconegudes amb data del desembre de 2018:
- Pholcus abstrusus Yao & Li, 2012 — Xina
- Pholcus acutulus Paik, 1978 — Corea
- Pholcus aduncus Yao & Li, 2012 — Xina
- Pholcus afghanus Senglet, 2008 — Afganistan
- Pholcus agadir Huber, 2011 — Marroc
- Pholcus agilis Yao & Li, 2012 — Xina
- Pholcus alloctospilus Zhu & Gong, 1991 — Xina
- Pholcus alpinus Yao & Li, 2012 — Xina
- Pholcus alticeps Spassky, 1932 — Polònia fins a Rússia, Iran
- Pholcus amani Huber, 2011 — Tanzània
- Pholcus anachoreta Dimitrov & Ribera, 2006 — Illes Canàries
- Pholcus ancoralis L. Koch, 1865 — Illes Ryukyu fins a Hawaii, Nova Caledònia, Illes Marqueses, Rapa
- Pholcus andulau Huber, 2011 — Borneo
- Pholcus anlong Chen, Zhang & Zhu, 2011 — Xina
- Pholcus arayat Huber, 2011 — Filipines
- Pholcus arcuatilis Yao & Li, 2013 — Laos
- Pholcus arkit Huber, 2011 — Asia Central
- Pholcus armeniacus Senglet, 1974 — Iran
- Pholcus arsacius Senglet, 2008 — Iran
- Pholcus atrigularis (Simon, 1901) — Malàisia, Singapur, Indonèsia
- Pholcus attuleh Huber, 2011 — Camerun
- Pholcus babao Tong & Li, 2010 — Xina
- Pholcus bailongensis Yao & Li, 2012 — Xina
- Pholcus baka Huber, 2011 — Àfrica De l'oest, Central
- Pholcus bakweri Huber, 2011 — Bioko, Camerun
- Pholcus baldiosensis Wunderlich, 1992 — Illes Canàries
- Pholcus bamboutos Huber, 2011 — Camerun
- Pholcus bangfai Huber, 2011 — Laos
- Pholcus bantouensis Yao & Li, 2012 — Xina
- Pholcus batepa Huber, 2011 — Sao Tome
- Pholcus beijingensis Zhu & Cançó, 1999 — Xina
- Pholcus berlandi Millot, 1941 — Senegal
- Pholcus bessus Zhu & Gong, 1991 — Xina
- Pholcus bicornutus Simon, 1892 — Filipines
- Pholcus bidentatus Zhu Et al., 2005 — Xina, Laos
- Pholcus bifidus Yao, Pham & Li, 2015 — Vietnam
- Pholcus bikilai Huber, 2011 — Etiòpia
- Pholcus bimbache Dimitrov & Ribera, 2006 — Illes Canàries
- Pholcus bing Yao & Li, 2012 — Xina
- Pholcus bohorok Huber, 2011 — Sumatra
- Pholcus bolikhamsai Huber, 2011 — Laos
- Pholcus bourgini Millot, 1941 — Guinea
- Pholcus brevis Yao & Li, 2012 — Xina
- Pholcus caecus Yao, Pham & Li, 2015 — Vietnam
- Pholcus calcar Wunderlich, 1987 — Illes Canàries
- Pholcus calligaster Thorell, 1895 — Myanmar, Nepal
- Pholcus camba Huber, 2011 — Sulawesi
- Pholcus caspius Senglet, 2008 — Iran
- Pholcus ceheng Chen, Zhang & Zhu, 2011 — Xina
- Pholcus chang Yao & Li, 2012 — Xina
- Pholcus chappuisi Fage, 1936 — Kenya
- Pholcus chattoni Millot, 1941 — Guinea, Costa d'Ivori
- Pholcus cheaha Huber, 2011 — EUA
- Pholcus chengpoi Huber & Dimitrov, 2014 — Taiwan
- Pholcus cheongogensis Kim & Ye, 2015 — Corea
- Pholcus chevronus Yin, Xu & Bao, 2012 — Xina
- Pholcus chiakensis  Seo, 2014 — Corea
- Pholcus chiangdao Huber, 2011 — Tailàndia
- Pholcus chicheng Tong & Li, 2010 — Xina
- Pholcus choctaw Huber, 2011 — EUA
- Pholcus cibodas Huber, 2011 — Java
- Pholcus circularis Kraus, 1960 — Sao Tome
- Pholcus clavatus Schenkel, 1936 — Xina
- Pholcus clavimaculatus Zhu & Cançó, 1999 — Xina
- Pholcus cophenius Senglet, 2008 — Afganistan
- Pholcus corcho Wunderlich, 1987 — Illes Canàries
- Pholcus corniger Dimitrov & Ribera, 2006 — Illes Canàries
- Pholcus crassipalpis Spassky, 1937 — Rússia, Ucraïna, Kazakhstan
- Pholcus crassus Paik, 1978 — Corea
- Pholcus creticus Senglet, 1971 — Creta
- Pholcus crypticolenoides Kim, Lee & Lee, 2015 — Corea
- Pholcus crypticolens Bösenberg & Bri, 1906 — Japó
- Pholcus cuneatus Yao & Li, 2012 — Xina
- Pholcus dade Huber, 2011 — EUA
- Pholcus dali Zhang & Zhu, 2009 — Xina
- Pholcus datan Tong & Li, 2010 — Xina
- Pholcus debilis (Thorell, 1899) — Bioko, Camerun
- Pholcus decorus Yao & Li, 2012 — Xina
- Pholcus dentatus Wunderlich, 1995 — Madeira
- Pholcus dieban Yao & Li, 2012 — Xina
- Pholcus diopsis Simon, 1901 — Tailàndia
- Pholcus dixie Huber, 2011 — EUA
- Pholcus djelalabad Senglet, 2008 — Afganistan, India
- Pholcus doucki Huber, 2011 — Guinea
- Pholcus dungara Huber, 2001 — Queensland
- Pholcus edentatus Campos & Wunderlich, 1995 — Illes Canàries
- Pholcus elongatus (Yin & Wang, 1981) — Xina, Laos
- Pholcus elymaeus Senglet, 2008 — Iran
- Pholcus erewan Huber, 2011 — Tailàndia, Laos, Malàisia
- Pholcus ethagala Huber, 2011 — Sri Lanka
- Pholcus exceptus Tong & Li, 2009 — Xina
- Pholcus exilis Tong & Li, 2010 — Xina
- Pholcus extumidus Paik, 1978 — Corea, Japó
- Pholcus fagei Kratochvil, 1940 — Kenya
- Pholcus faveauxi (Lawrence, 1967) — Congo
- Pholcus fengcheng Zhang & Zhu, 2009 — Xina
- Pholcus foliaceus Peng & Zhang, 2013 — Xina
- Pholcus fragillimus Bri, 1907 — Sri Lanka, Índia fins al Japó
- Pholcus fuerteventurensis Wunderlich, 1992 — Illes Canàries, Marroc
- Pholcus gajiensis Seo, 2014 — Corea
- Pholcus ganziensis Yao & Li, 2012 — Xina
- Pholcus gaoi Cançó & Ren, 1994 — Xina
- Pholcus genuiformis Wunderlich, 1995 — Algèria
- Pholcus gombak Huber, 2011 — Malàisia
- Pholcus gomerae Wunderlich, 1980 — Illes Canàries
- Pholcus gosuensis Kim & Lee, 2004 — Corea
- Pholcus gracillimus Thorell, 1890 — Malàisia, Singapur, Sumatra, Java
- Pholcus guadarfia Dimitrov & Ribera, 2007 — Illes Canàries
- Pholcus guani Cançó & Ren, 1994 — Xina
- Pholcus gui Zhu & Cançó, 1999 — Xina
- Pholcus guineensis Millot, 1941 — Guinea, Sierra Leone
- Pholcus halabala Huber, 2011 — Tailàndia, Sumatra
- Pholcus hamatus Tong & Ji, 2010 — Xina
- Pholcus harveyi Zhang & Zhu, 2009 — Xina
- Pholcus helenae Wunderlich, 1987 — Illes Canàries
- Pholcus henanensis Zhu & Mao, 1983 — Xina
- Pholcus hieroglyphicus Pavesi, 1883 — Eritrea
- Pholcus higoensis Irie & Ono, 2008 — Japó
- Pholcus hochiminhi Yao, Pham & Li, 2015 — Vietnam
- Pholcus hoyo Huber, 2011 — Congo
- Pholcus huapingensis Yao & Li, 2012 — Xina
- Pholcus huberi Zhang & Zhu, 2009 — Xina
- Pholcus hurau Huber, 2011 — Sumatra
- Pholcus hyrcanus Senglet, 1974 — Iran
- Pholcus hytaspus Senglet, 2008 — Iran
- Pholcus imbricatus Yao & Li, 2012 — Xina
- Pholcus intricatus Dimitrov & Ribera, 2003 — Illes Canàries
- Pholcus jaegeri Huber, 2011 — Laos
- Pholcus jiaotu Yao & Li, 2012 — Xina
- Pholcus jinniu Tong & Li, 2010 — Xina
- Pholcus jinwum Huber, 2001 — Queensland
- Pholcus jiulong Tong & Li, 2010 — Xina
- Pholcus jiuwei Tong & Ji, 2010 — Porcellana de la Xina
- Pholcus jixianensis Zhu & Yu, 1983 — Xina
- Pholcus joreongensis Seo, 2004 — Corea
- Pholcus jusahi Huber, 2011 — EUA
- Pholcus juwangensis Seo, 2014 — Corea
- Pholcus kakum Huber, 2009 — Ghana, Costa d'Ivori, Guinea, Congo
- Pholcus kamkaly Huber, 2011 — Kazakhstan
- Pholcus kandahar Senglet, 2008 — Afganistan
- Pholcus kangding Zhang & Zhu, 2009 — Xina
- Pholcus kapuri Tikader, 1977 — Andaman Illes
- Pholcus karawari Huber, 2011 — Guinea Nova
- Pholcus kerinci Huber, 2011 — Sumatra
- Pholcus khene Huber, 2011 — Laos, Vietnam
- Pholcus kihansi Huber, 2011 — Tanzània
- Pholcus kimi Cançó & Zhu, 1994 — Xina, Laos
- Pholcus kinabalu Huber, 2011 — Borneo
- Pholcus kindia Huber, 2011 — Guinea
- Pholcus kingi Huber, 2011 — EUA
- Pholcus knoeseli Wunderlich, 1992 — Illes Canàries
- Pholcus koah Huber, 2001 — Queensland
- Pholcus koasati Huber, 2011 — EUA
- Pholcus kohi Huber, 2011 — Malàisia, Singapur, Sumatra
- Pholcus kribi Huber, 2011 — Camerun
- Pholcus kui Yao & Li, 2012 — Xina
- Pholcus kunming Zhang & Zhu, 2009 — Xina
- Pholcus kwamgumi Huber, 2011 — Kenya, Tanzània
- Pholcus kwanaksanensis Namkung & Kim, 1990 — Corea
- Pholcus kwangkyosanensis Kim & Parc, 2009 — Corea
- Pholcus kyondo Huber, 2011 — Congo
- Pholcus laksao Huber, 2011 — Laos
- Pholcus lamperti Bri, 1907 — Tanzània, possiblement Zanzíbar
- Pholcus lanieri Huber, 2011 — EUA
- Pholcus ledang Huber, 2011 — Malàisia
- Pholcus leruthi Lessert, 1935 — Congo, Àfrica De l'est
- Pholcus lexuancanhi Yao, Pham & Li, 2012 — Vietnam
- Pholcus lijiangensis Yao & Li, 2012 — Xina
- Pholcus lilangai Huber, 2011 — Tanzània
- Pholcus lingulatus Gao, Gao & Zhu, 2002 — Xina
- Pholcus linzhou Zhang & Zhang, 2000 — Xina
- Pholcus liui Yao & Li, 2012 — Xina
- Pholcus liutu Yao & Li, 2012 — Xina
- Pholcus lualaba Huber, 2011 — Congo
- Pholcus luding Tong & Li, 2010 — Xina
- Pholcus luki Huber, 2011 — Congo
- Pholcus lupanga Huber, 2011 — Tanzània
- Pholcus luya Peng & Zhang, 2013 — Xina
- Pholcus madeirensis Wunderlich, 1987 — Madeira
- Pholcus magnus Wunderlich, 1987 — Madeira
- Pholcus malpaisensis Wunderlich, 1992 — Illes Canàries
- Pholcus manueli Gertsch, 1937 — Rússia, Turkmenistan, Xina, Corea, Japó, EUA
- Pholcus mao Yao & Li, 2012 — Xina
- Pholcus maronita Brignoli, 1977 — Líban
- Pholcus mascaensis Wunderlich, 1987 — Illes Canàries
- Pholcus maturata Huber, 2011 — Sri Lanka
- Pholcus mazumbai Huber, 2011 — Tanzània
- Pholcus mbuti Huber, 2011 — Congo
- Pholcus mecheria Huber, 2011 — Algèria
- Pholcus medicus Senglet, 1974 — Iran
- Pholcus medog Zhang, Zhu & Cançó, 2006 — Xina, India
- Pholcus mengla Cançó & Zhu, 1999 — Xina
- Pholcus mentawir Huber, 2011 — Borneo
- Pholcus mianshanensis Zhang & Zhu, 2009 — Xina
- Pholcus minang Huber, 2011 — Sumatra
- Pholcus mirabilis Yao & Li, 2012 — Xina
- Pholcus moca Huber, 2011 — Bioko, Camerun
- Pholcus montanus Paik, 1978 — Corea
- Pholcus multidentatus Wunderlich, 1987 — Illes Canàries
- Pholcus muralicola Maughan & Fitch, 1976 — EUA
- Pholcus nagasakiensis Bri, 1918 — Japó
- Pholcus namkhan Huber, 2011 — Laos
- Pholcus namou Huber, 2011 — Laos
- Pholcus negara Huber, 2011 — Bali
- Pholcus nenjukovi Spassky, 1936 — Asia Central
- Pholcus nkoetye Huber, 2011 — Camerun
- Pholcus nodong Huber, 2011 — Corea
- Pholcus obscurus Yao & Li, 2012 — Xina
- Pholcus oculosus Zhang & Zhang, 2000 — Xina
- Pholcus okgye Huber, 2011 — Corea
- Pholcus opilionoides (Schrank, 1781) — Europa fins a Azerbaitjan
- Pholcus ornatus Bösenberg, 1895 — Illes Canàries
- Pholcus otomi Huber, 2011 — Japó
- Pholcus ovatus Yao & Li, 2012 — Xina
- Pholcus pagbilao Huber, 2011 — Filipines
- Pholcus pakse Huber, 2011 — Laos
- Pholcus palgongensis Seo, 2014 — Corea
- Pholcus papilionis Peng & Zhang, 2011 — Xina
- Pholcus paralinzhou Zhang & Zhu, 2009 — Xina
- Pholcus parayichengicus Zhang & Zhu, 2009 — Xina
- Pholcus parkyeonensis Kim & Yoo, 2009 — Corea
- Pholcus parthicus Senglet, 2008 — Iran
- Pholcus parvus Wunderlich, 1987 — Madeira
- Pholcus pennatus Zhang, Zhu & Cançó, 2005 — Xina
- Pholcus persicus Senglet, 1974 — Iran
- Pholcus phalangioides (Fuesslin, 1775) — Cosmopolitan
- Pholcus phami Yao, Pham & Li, 2015 — Vietnam
- Pholcus phoenixus Zhang & Zhu, 2009 — Xina
- Pholcus phui Huber, 2011 — Tailàndia
- Pholcus phungiformes Oliger, 1983 — Rússia
- Pholcus pingtung Huber & Dimitrov, 2014  — Thaiwan
- Pholcus pojeonensis Kim & Yoo, 2008 — Corea
- Pholcus ponticus Thorell, 1875 — Bulgària fins a la Xina
- Pholcus punu Huber, 2014 — Gabon
- Pholcus pyu Huber, 2011 — Myanmar
- Pholcus qingchengensis Gao, Gao & Zhu, 2002 — Xina
- Pholcus quinghaiensis Cançó & Zhu, 1999 — Xina
- Pholcus quinquenotatus Thorell, 1878 — Myanmar fins a Indonèsia
- Pholcus rawiriae Huber, 2014 — Gabon
- Pholcus reevesi Huber, 2011 — EUA
- Pholcus roquensis Wunderlich, 1992 — Illes Canàries
- Pholcus ruteng Huber, 2011 — Flores
- Pholcus saaristoi Zhang & Zhu, 2009 — Xina
- Pholcus sabah Huber, 2011 — Borneo
- Pholcus satun Huber, 2011 — Tailàndia
- Pholcus schawalleri Yao, Li & Jäger, 2014 — Filipines
- Pholcus schwendingeri Huber, 2011 — Tailàndia
- Pholcus sepaku Huber, 2011 — Borneo
- Pholcus shangrila Zhang & Zhu, 2009 — Xina
- Pholcus shuangtu Yao & Li, 2012 — Xina
- Pholcus sidorenkoi Dunin, 1994 — Rússia, Tadjikistan
- Pholcus silvai Wunderlich, 1995 — Madeira
- Pholcus simbok Huber, 2011 — Corea
- Pholcus singalang Huber, 2011 — Sumatra
- Pholcus socheunensis Paik, 1978 — Corea
- Pholcus sogdianae Brignoli, 1978 — Asia Central
- Pholcus sokkrisanensis Paik, 1978 — Corea
- Pholcus songi Zhang & Zhu, 2009 — Xina
- Pholcus songxian Zhang & Zhu, 2009 — Xina
- Pholcus soukous Huber, 2011 — Congo
- Pholcus spasskyi Brignoli, 1978 — Turquia
- Pholcus spiliensis Wunderlich, 1995 — Creta
- Pholcus spilis Zhu & Gong, 1991 — Xina
- Pholcus steineri Huber, 2011 — Laos
- Pholcus strandi Caporiacco, 1941 — Etiòpia
- Pholcus sublaksao Yao & Li, 2013 — Laos
- Pholcus sublingulatus Zhang & Zhu, 2009 — Xina
- Pholcus suboculosus Peng & Zhang, 2011 — Xina
- Pholcus subwuyiensis Zhang & Zhu, 2009 — Xina
- Pholcus sudhami Huber, 2011 — Tailàndia
- Pholcus suizhongicus Zhu & Cançó, 1999 — Xina
- Pholcus sumatraensis Wunderlich, 1995 — Sumatra
- Pholcus sveni Wunderlich, 1987 — Illes Canàries
- Pholcus taarab Huber, 2011 — Tanzània, Malawi
- Pholcus tahai Huber, 2011 — Borneo
- Pholcus taibaiensis Wang & Zhu, 1992 — Xina
- Pholcus taibeli Caporiacco, 1949 — Etiòpia
- Pholcus taishan Cançó & Zhu, 1999 — Xina
- Pholcus taita Huber, 2011 — Kenya
- Pholcus tenerifensis Wunderlich, 1987 — Illes Canàries
- Pholcus thakek Huber, 2011 — Laos
- Pholcus tongi Yao & Li, 2012 — Xina
- Pholcus triangulatus Zhang & Zhang, 2000 — Xina
- Pholcus tuoyuan Yao & Li, 2012 — Xina
- Pholcus turcicus Wunderlich, 1980 — Turquia
- Pholcus tuyan Yao & Li, 2012 — Xina
- Pholcus twa Huber, 2011 — Àfrica De l'est
- Pholcus uksuensis Kim & Ye, 2014 — Corea
- Pholcus undatus Yao & Li, 2012 — Xina
- Pholcus varirata Huber, 2011 — Guinea Nova
- Pholcus vatovae Caporiacco, 1940 — Àfrica De l'est
- Pholcus velitchkovskyi Kulczynski, 1913 — Rússia, Ucraïna, Iran
- Pholcus vesculus Simon, 1901 — Malàisia
- Pholcus viveki Sen Et al., 2015 — Xina
- Pholcus wahehe Huber, 2011 — Tanzània
- Pholcus wangi Yao & Li, 2012 — Xina
- Pholcus wangtian Tong & Ji, 2010 — Xina
- Pholcus wangxidong Zhang & Zhu, 2009 — Xina
- Pholcus woongil Huber, 2011 — Corea
- Pholcus wuling Tong & Li, 2010 — Xina
- Pholcus wuyiensis Zhu & Gong, 1991 — Xina
- Pholcus xianrendong Liu & Tong, 2015 — Xina
- Pholcus xiaotu Yao & Li, 2012 — Xina
- Pholcus xingren Chen, Zhang & Zhu, 2011 — Xina
- Pholcus xingyi Chen, Zhang & Zhu, 2011 — Xina
- Pholcus yangi Zhang & Zhu, 2009 — Xina
- Pholcus yeoncheonensis m, Lee & Lee, 2015 — Corea
- Pholcus yeongwol Huber, 2011 — Corea
- Pholcus yi Yao & Li, 2012 — Xina
- Pholcus yichengicus Zhu, Tu & Shi, 1986 — Xina
- Pholcus yoshikurai Irie, 1997 — Japó
- Pholcus youngae Huber, 2011 — Tailàndia
- Pholcus yuantu Yao & Li, 2012 — Xina
- Pholcus yugong Zhang & Zhu, 2009 — Xina
- Pholcus yunnanensis Yao & Li, 2012 — Xina
- Pholcus zham Zhang, Zhu & Cançó, 2006 — Xina, Nepal
- Pholcus zhangae Zhang & Zhu, 2009 — Xina
- Pholcus zhaoi Yao, Pham & Li, 2015 — Vietnam
- Pholcus zhui Yao & Li, 2012 — Xina
- Pholcus zhuolu Zhang & Zhu, 2009 — Xina
- Pholcus zichyi Kulczynski, 1901 — Rússia, Xina, Corea

L'espècie més coneguda és l'anomenada cellar spider o aranya de celler, P. phalangioides.